# Arnold Masin
Arnold Wiktor Masin (ur. 6 kwietnia 1977 w Staszowie) – polski polityk, informatyk, były wiceminister sportu i turystyki, poseł na Sejm V kadencji, w 2009 pełniący obowiązki prezesa Ligi Polskich Rodzin.

## Życiorys
Ukończył Technikum Górnicze „PIOMA” w Piotrkowie Trybunalskim, a w 2003 studia informatyczne z tytułem inżyniera w Wyższej Szkole Humanistyczno–Ekonomicznej w Łodzi. Ukończył też studia magisterskie na wydziale Fizyki i Informatyki Stosowanej Uniwersytetu Łódzkiego oraz studia podyplomowe w SGH w Warszawie. Został doktorantem w Głównym Instytucie Górnictwa w Katowicach.
Pracował jako informatyk w dwóch prywatnych firmach, a od 2004 do 2005 był zatrudniony na stanowisku specjalisty ds. administracyjnych w Wojewódzkim Funduszu Ochrony Środowiska i Gospodarki Wodnej.
Działał w Narodowym Odrodzeniu Polski, potem w Młodzieży Wszechpolskiej, wstąpił następnie do Ligi Polskich Rodzin. W 2005 wraz z grupą kilku innych osób związanych z LPR złożył wniosek o rejestrację partii politycznej o nazwie „Partia Demokratyczna”, uprzedzając w ten sposób ogłoszone publiczne w lutym tego roku zamierzenie Władysława Frasyniuka, Tadeusza Mazowieckiego i innych polityków związanych wcześniej z Unią Wolności. Partia ta nie podjęła faktycznej działalności, zaś działacze UW zmienili nazwę na Partia Demokratyczna – demokraci.pl.
W wyborach parlamentarnych w 2005 uzyskał mandat poselski z listy LPR, kandydując w okręgu piotrkowskim i otrzymując 4168 głosów. Od 27 kwietnia 2007 do 23 lipca 2007 zajmował stanowisko sekretarza stanu w Ministerstwie Sportu, następnie do 13 sierpnia 2007 w Ministerstwie Sportu i Turystyki. Nadzorował prace w departamentach prawno-kontrolnym i współpracy międzynarodowej. W tym czasie zasiadał w Komitecie Stałym Rady Ministrów oraz w Komitecie Rady Ministrów do Spraw Informatyzacji i Łączności. W przedterminowych wyborach parlamentarnych w tym samym roku bez powodzenia ubiegał się o reelekcję.
W lutym 2009 objął funkcję sekretarza generalnego LPR, a dwa miesiące później (19 kwietnia) został p.o. prezesa partii, którym był do 14 lipca. Od sierpnia do listopada 2009 pracował w TVP na stanowisku doradcy zarządu. Zajął się prowadzeniem fermy ślimaków koło Kleszczowa.
W wyborach samorządowych w 2010 bez powodzenia kandydował na radnego rady miasta Bełchatowa z listy Komitetu Wyborczego Wyborców „Plus”. W wyborach parlamentarnych w 2011 zajął ostatnie miejsce na liście kandydatów partii Polska Jest Najważniejsza w okręgu wrocławskim. W LPR działał (zasiadając w zarządzie) do 2013. Potem związany z Polską Razem (jako pełnomocnik na powiat bełchatowski, a także przez krótki okres w 2014 jako pełnomocnik w okręgu piotrkowskim). Ponadto w 2014 kandydował ponownie bezskutecznie do rady powiatu z ramienia Platformy Obywatelskiej.
Przeszedł chorobę nowotworową; wypowiadał się jako zwolennik medycznego zastosowania marihuany.